# Odysseylana sirenkoi
Odysseylana sirenkoi is een pissebed uit de familie Cirolanidae. De wetenschappelijke naam van de soort is voor het eerst geldig gepubliceerd in 1995 door Malyutina.